# Tom Forbes
Tom Forbes (* 10. Januar 1993) ist ein US-amerikanischer Schauspieler und Synchronsprecher.

## Leben
Forbes wurde am 10. Januar 1993 geboren. Mitte der 2010er Jahre folgten wiederkehrende Serienrollen in den Fernsehserien A Young Doctor’s Notebook und The Bastard Executioner. 2016 hatte er in And Then I Was French seine erste Rolle in einem Spielfilm und lieh seine Stimme im Computerspiel Steep. Von 2016 bis 2017 stellte er die Rolle des Charlie Madden in der Fernsehserie The Royals dar. 2018 spielte er die Rolle des James im Netflix Original Zoe und Raven – Freiheit im Sattel. 2019 stellte er die historische Rolle des Prinz Louis in acht Episoden der zweiten Staffel der Fernsehserie Knightfall dar. Ab den 2020er Jahren folgten unter anderen Besetzungen in den Fernsehserien Bulletproof, Domina, Rules of the Game und Legends of Tomorrow. 2022 hatte er eine Nebenrolle in Morbius inne.

## Filmografie (Auswahl)
- 2013: A Young Doctor’s Notebook (Fernsehserie, 3 Episoden)
- 2015: Wölfe (Wolf Hall, Fernsehserie, Episode 1x03)
- 2015: The Green Man (Kurzfilm)
- 2015: The Bastard Executioner (Fernsehserie, 3 Episoden)
- 2016: And Then I Was French
- 2016–2017: The Royals (Fernsehserie, 2 Episoden)
- 2017: Babs (Fernsehfilm)
- 2018: Zoe und Raven – Freiheit im Sattel (Free Rein, Fernsehserie, 10 Episoden)
- 2018: Been So Long
- 2018: Feline
- 2019: Knightfall (Fernsehserie, 8 Episoden)
- 2019: False Witness
- 2020: Bulletproof (Fernsehserie, 2 Episoden)
- 2020: Strike Back (Fernsehserie, Episode 8x09)
- 2020: Dead in October
- 2021: Domina (Fernsehserie, 2 Episoden)
- 2022: Rules of the Game (Fernsehserie, 3 Episoden)
- 2022: Legends of Tomorrow (DC’s Legends of Tomorrow, Fernsehserie, 2 Episoden)
- 2022: Morbius
- 2022: FBI: International (Fernsehserie, 2 Episoden)
- 2022: Pistol (Fernsehserie, Episode 1x06)

## Synchronisationen (Auswahl)
- 2016: Steep (Computerspiel)